# Tipenti
Le Tipenti est une danse exécutée par les hommes, essentiellement des cultivateurs et des paysans pour célébrer et se réjouir de la fin des travaux de mil et de sorgho. Cette danse à l'origine, s’exécute à la dernière séance de sarclage au sein de l'ethnie Otamari dans le département de l'Atacora au nord-ouest du Bénin.

## Pratique
Pour danser le Tipenti, les hommes adoptent un style vestimentaire particulier. En effet, les danseurs se coiffent d'un casque à corne (ou sans corne), mettent des bracelets autour des bras et des pieds . Ces bracelets sont originellement fait à base de la laine de mouton. Hormis cela, ils tiennent à la main un petit gong et deux bagues dont une se porte à l'index et  l'autre au pouce et qui produisent quand ils les font se toucher. Parmi les danseurs, il y a un meneur qui est affublé d'une flûte appelée le Fatan'fa,,,,,,,,,,.